# Crise coutumière wallisienne
La crise coutumière wallisienne est une crise politique sur l'île de Wallis, dans la collectivité d'outre-mer de Wallis-et-Futuna. Cette crise, qui trouve ses prémices dans les années 1990, se manifeste en 2005 par un conflit sur la succession au titre de roi coutumier (lavelua) du royaume d'Uvea après le très long règne de Tomasi Kulimoetoke. Les partisans du roi s'opposent alors au camp des « rénovateurs » qui souhaitent une évolution de la coutume et un partage du pouvoir. Cette crise se poursuit lors du règne de Kapeliele Faupala puis reprend en 2016 avec l'intronisation de deux lavelua concurrents (Tominiko Halagahu et Patalione Kanimoa, ce dernier étant finalement reconnu par l’État français). Elle a mis en exergue les profondes divisions qui traversent la société de Wallis, et a créé des tensions entre la chefferie coutumière et les représentants de l'État français. Elle a également été suivie par la communauté wallisienne de Nouvelle-Calédonie. En 2023, la société wallisienne est toujours divisée.

## Crise de 2005

### Contexte

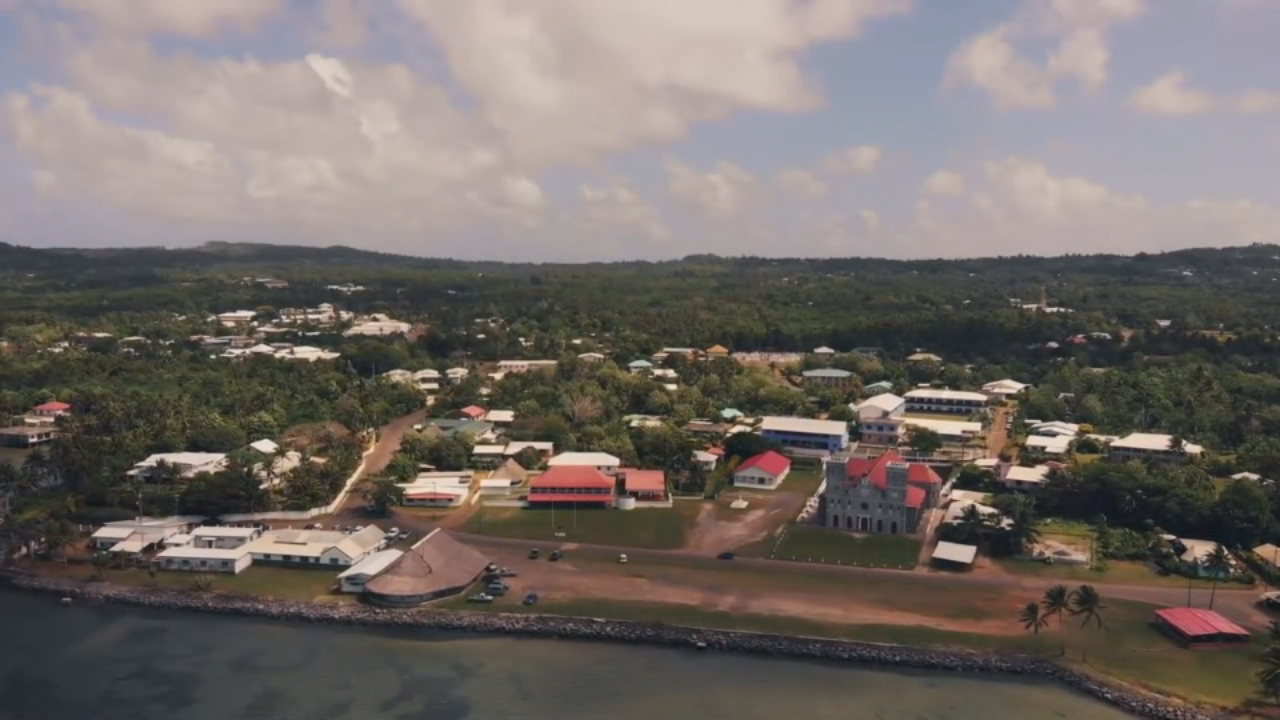
Mata Utu, chef-lieu de Wallis-et-Futuna, concentre l'essentiel des lieux de pouvoir politique, religieux et coutumier.

Le statut de 1961 créant le territoire d'outre-mer de Wallis-et-Futuna reconnaît la justice traditionnelle des lavelua dans les affaires wallisiennes (gestion du foncier notamment), et confirme le statut de droit particulier dont jouissent les Wallisiens et les Futuniens depuis 1933. D'autre part, les Wallisiens considèrent la justice pénale française comme réservée aux papalagi (européens, métropolitains) : les affaires coutumières sont gérées entre Wallisiens par la royauté locale.
La crise débute à la fin du règne du lavelua Tomasi Kulimoetoke. Ce dernier, intronisé en 1959, a eu le plus long règne de l'histoire d'Uvea (48 ans), contre 5,6 années en moyenne depuis 1869. Pour Frédéric Angleviel, cela est dû à l'habileté politique du roi qui, malgré l'existence de familles royales rivales, a réussi à se maintenir au pouvoir grâce au soutien de l'administration française et des membres de la chefferie, dont beaucoup appartiennent à la famille Kulimoetoke et ne souhaitent pas perdre leurs avantages après tant d'années.

### Affaire judiciaire et divisions coutumières

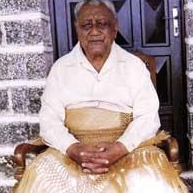
Le lavelua Tomasi Kulimoetoke a eu le plus long règne de l'histoire d'Uvea, de 1959 à 2007.

La crise débute en janvier 2005 quand un petit-fils du roi d'Uvea Tomasi Kulimoetoke II, Tomasi Tuugahala, est condamné à dix-huit mois de prison pour homicide involontaire après avoir tué un motocycliste en conduisant en état d'ivresse,. 
La famille royale fait un pardon coutumier (en wallisien faihu) envers la famille de la victime, et considère donc que l'affaire est réglée du point de vue de la justice coutumière. Mais les autorités françaises de l'époque estiment que l'affaire, étant un homicide par imprudence, relève de la justice pénale française et décident d'arrêter le petit-fils du roi. Les délais entre l'accident mortel et la sanction judiciaire ont été longs compte tenu de ce que ce territoire est rattaché sur le plan judiciaire à la Nouvelle-Calédonie. 
Pour échapper aux gendarmes venus l'arrêter, le petit-fils se réfugie au palais royal pendant quatre mois. Le roi résiste d'abord aux demandes d'arrestation de son petit-fils. Ce choix divise les familles aristocratiques, partagées entre la solidarité coutumière (envers le petit-fils et le roi) et celui de loyauté envers la puissance tutélaire française (l'économie du territoire dépend en partie des aides de l'État et l'administration emploie de nombreuses personnes). Deux camps s'opposent : d'un côté, les royalistes, partisans du roi Kulimoetoke et de l'autre les « rénovateurs », souhaitant une évolution de la coutume. Le 13 mai 2005, la grande chefferie demande à l'administrateur supérieur (préfet) Christian Job de quitter le territoire et exigent la fermeture de l'assemblée territoriale. En réponse, ce dernier suspend le paiement de la rente du lavelua et aussi des chefs coutumiers le soutenant (parmi lesquels le Premier ministre, Kapeliele Faupala). Une nouvelle chefferie est nommée le 22 mai par les « rénovateurs ». Pour mettre fin aux tensions entre les deux camps, quarante gendarmes sont envoyés depuis la Nouvelle-Calédonie le 7 juin. Le petit-fils du lavelua est alors arrêté.  
Les chefs coutumiers de Futuna expriment également leur opposition à Tomasi Kulimoetoke et réclament l'instauration d'une vice-préfecture à Futuna afin de ne plus dépendre de Wallis.  
Le 14 juin, une manifestation de soutien à Tomasi Kulimoetoke est organisée par son premier ministre (kivalu) et 150 partisans du clan Kulimoetoke tentent d'empêcher la nomination de la nouvelle chefferie, blessant un ancien chef coutumier réformateur. Celle-ci a finalement lieu l'après-midi et Clovis Logologofolau est intronisé comme nouveau kivalu. Les tensions s'accroissent entre les deux camps, ainsi qu'entre les royalistes et le préfet, qui a transféré l'indemnité versée par l'État français aux chefs coutumiers rénovateurs.

### Enlisement du conflit constitutionnel
En septembre 2005, une délégation de rénovateurs part en Nouvelle-Calédonie afin d'informer les nombreux Wallisiens vivant sur place sur la crise, jugeant que l'unique média local RFO-Wallis soutient le camp des royalistes. La délégation annonce la volonté d'introniser un nouveau roi, Ahu Hiasinito, ancien chef du district de Hihifo. Cependant, à l'approche de la cérémonie d'intronisation prévue le 25 septembre, le conflit institutionnel manque de tourner à l'affrontement : les partisans du roi s'arment, occupent l'aéroport et édifient des barrages malgré la présence de 120 gendarmes,.
La situation s'arrange finalement le lendemain grâce à l'intervention d'un médiateur français envoyé depuis Nouméa qui reconnaît l'autorité du roi Tomasi Kulimoetoke II. La cérémonie d'intronisation des dissidents est alors annulée, mais l'autorité du nouveau préfet, Xavier de Fürst qui l'avait autorisée, est entamée. Xavier de Fürst publie plusieurs décrets reconnaissant les chefs coutumiers rénovateurs.
La communauté wallisienne de Nouvelle-Calédonie, en particulier les chefs coutumiers, soutient majoritairement le lavelua en place. Une délégation menée par Aloisio Sako, président du Rassemblement Démocratique Océanien, se rend à Wallis pour réaffirmer son allégeance à Tomaski Kulimoetoke. Le 22 septembre, une manifestation rassemble à Nouméa 600 partisans du roi qui accusent la France de vouloir changer le statut de 1961, ce que dément le préfet. Au sein de la communauté wallisienne de Nouvelle-Calédonie, certaines voix s'élèvent pour dénoncer les divisions.
Le 10 octobre, un jeune « rénovateur » est frappé à coup de machette par un royaliste et décède de ses blessures le lendemain. L'accusé est transféré à Nouméa pour y être jugé. À la suite de cet épisode, plusieurs « rénovateurs » comme Clovis Logologofolau choisissent de quitter Wallis, estimant que leur sécurité n'est pas assurée. Pour Frédéric Angleviel, il s'agit de la troisième étape de la crise. L'issue du conflit institutionnel semble alors très incertaine.
L'affaire laisse des traces et des incidents se produisent en juin 2006 dans le district du nord Hihifo. Des palabres de réconciliation s'ensuivent, mais les incidents continuent sporadiquement jusqu'en 2014 et reprennent en 2016.
Le 12 mars 2007, le Tribunal administratif de Mata Utu examine une cinquantaine de recours qui avaient été présentés par le royaume d'Uvea pour annuler les arrêtés préfectoraux de Xavier de Fürst. Le Tribunal administratif annule finalement les décisions prises par M. de Fürst et condamne l'État français à verser des indemnités à la circonscription territoriale d'Uvea, en interprétant le statut de 1961 comme interdisant l'interférence de l'État français dans les affaires coutumières.

## Règne de Kapeliele Faupala (2008-2014)
Le 7 mai 2007, Tomasi Kulimoetoke II décède à l'âge de 88 ans : son règne aura été l'un des plus longs de l'histoire de Wallis, de 1959 à 2007 (48 ans). Après la période de deuil coutumier s'ouvrent les négociations et palabres au sein des familles royales pour la désignation d'un nouveau roi. En juillet 2008, Kapeliele Faupala est intronisé lavelua.
Les incidents sur l'île, mêlant droit coutumier et instances républicaines, continuent lorsqu'en 2010, le roi Kapeliele Faupala et ses partisans s'emparent d'EEWF (Électricité et Eau de Wallis-et-Futuna), une filiale de GDF-Suez. Cette action a pour origine le licenciement d'un employé d'EEWF pour faute grave, licenciement contesté par la chefferie, et a eu pour principale conséquence des coupures d'approvisionnement en eau et électricité pendant plusieurs jours en juillet 2010.
Kapeliele Faupala est destitué le 2 septembre 2014 à la suite de désaccords avec son premier ministre. Wallis n'a alors plus de roi.
En 2015, onze ans après la crise de 2005, la réconciliation entre les deux camps semble « peu [probable] tant les blessures réciproques après le conflit de 2005 restent à vif » et l'île reste profondément divisée.

## Établissement de deux monarchies rivales (avril 2016)

### Crise d'avril 2016
En avril 2016, de nouvelles tensions éclatent autour du projet d'intronisation d'un nouveau roi. Vendredi premier avril, la chefferie annonce l'intronisation prochaine de Tominiko Halagahu, chef du district de Hihifo. Cette nouvelle est inattendue, après plus de deux ans sans Lavelua à Wallis. De nombreux Wallisiens de Nouvelle-Calédonie arrivent à Wallis en vue de cette intronisation. Une partie des familles royales, opposées à ce choix, nomment une nouvelle chefferie. Leurs partisans occupent le palais royal à Sagato Soane (à Mata-Utu) à partir du 12 avril. Alors qu'un accord semblait être trouvé entre les deux camps le 14, la chefferie en place ne se rend pas aux négociations le lendemain. Les partisans de la nouvelle chefferie annoncent alors leur refus de l'intronisation et continuent à occuper le palais royal. Pendant ce temps, Tominiko Halagahu est intronisé chez lui, à Vailala, dans le district de Hihifo (nord), le 15 avril. Wallis-et-Futuna 1re commente la situation : « Un point de non-retour est atteint. L'intronisation s'est faite dans des conditions et dans un lieu qu'ils [la nouvelle chefferie] ne peuvent accepter. ».
Le 17 avril, la nouvelle chefferie (représentant une grande partie des familles royales) intronise elle aussi un Lavelua, Patalione Kanimoa, suivant la cérémonie traditionnelle, dans le palais royal. Wallis se retrouve donc dans une situation coutumière inédite, avec deux rois et deux chefferies. « La population est totalement divisée ». Pour l'anthropologue Françoise Douaire-Marsaudon, l'État français doit rester absolument neutre et laisser les Wallisiens régler la crise entre eux. Elle estime que cette division entre deux lavelua concurrents s'explique en partie par les séquelles de la crise coutumière de 2005.
L'option « républicaine » (abolition de la monarchie et intégration des chefs coutumiers dans les partis politiques en tant qu'élus territoriaux, comme en Nouvelle-Calédonie) n'étant souhaitée ni par les Wallisiens (y compris « réformateurs ») ni par Paris, le préfet doit arbitrer entre les deux camps. « L’État ne s'immisce pas dans les affaires coutumières »,. Finalement, l’État français reconnaît Takumasiva Aisake Patalione Kanimoa comme lavelua. Ce dernier est en outre élu territorial et président de la commission des finances de l'assemblée territoriale de Wallis-et-Futuna (une situation critiquée par certains). La décision (prise le 18 avril) est publiée au Journal officiel du territoire des îles Wallis et Futuna le 3 juin 2016.
Le 28 mai 2016, deux chefs de village et un faipule (chef de district) sont installés par la nouvelle chefferie : « désormais, Wallis a deux Lavelua et deux grandes chefferies au complet ».

### Conséquences
La chefferie reconnue par l’État français menace d'interdire à la société Fetu'uTaki, qui décharge les marchandises importées sur le port de Mata-Utu, d'opérer, car elle soutient le lavelua Ma'utamakia. En mai 2017, un partenariat financier est finalement conclu entre la chefferie officielle, le préfet Marcel Renouf et les deux sociétés d'acconage de Wallis ; il instaure une taxe de 18% sur tous les produits importés, qui est reversée à une association proche du lavelua officiel. D'après Mediapart, cela représente une dizaine de millions d’euros par an et fait augmenter les prix des denrées extérieures déjà très chères.
En 2018, ces deux chefferies célèbrent côte-à-côte la Saint Joseph à Mu'a, « une première dans l'histoire d'Uvéa » : même si la population reste très divisée, c'est la première fois que le roi Takumasiva Aisake Patalione Kanimoa, reconnu par l’État, participe à une cérémonie alors que l'autre Lavelua (non reconnu), Ma'utamakia Vaimu'a Halagahu, est présent.

### Sources
- Cet article est partiellement ou en totalité issu de l'article intitulé « Wallis-et-Futuna » (voir la liste des auteurs).

1. 1 2 3 4 5  Françoise Douaire‑Marsaudon, « Droit coutumier et loi républicaine dans une collectivité d’outre‑mer française (Wallis‑et‑Futuna) », Ethnologie française, vol. 169, no 1,‎ 2018, p. 81 (ISSN 0046-2616 et 2101-0064, DOI 10.3917/ethn.181.0081, lire en ligne, consulté le 29 janvier 2019)
2. 1 2 3 4 5 6 7 8 9 10 11 12 13  (en) Frédéric Angleviel, « Polynesia in Review: Issues and Events, 1 July 2005 to 30 June 2006 - Wallis and Futuna », The Contemporary Pacific, vol. 19, no 1,‎ 2007, p. 286-290 (lire en ligne)
3. 1 2 3 4 5 6 7 8 9 10  (en) Frédéric Angleviel, « Wallis and Futuna », The Contemporary Pacific,‎ 2006, p. 148-151 (lire en ligne)
4. ↑  « À Wallis-et-Futuna, la guerre des rois de la République française », sur Point de Vue (consulté le 24 avril 2025)
5. ↑  « Le gouvernement est contraint de plier devant les partisans du vieux roi de Wallis », Le Monde,‎ 28 septembre 2005 (lire en ligne, consulté le 22 février 2019)
6. ↑  « Un mystérieux limogeage au royaume de Wallis », Le Monde,‎ 28 janvier 2014 (lire en ligne, consulté le 25 novembre 2019)
7. ↑  « INA - Jalons - Crise politique à Wallis - Ina.fr », sur INA - Jalons (consulté le 29 janvier 2019).
8. 1 2 3  (en) Frédéric Angleviel, « The Contemporary Pacific: Polynesia in Review: Wallis And Futuna 1 July 2006 to 30, June 2007 | Pacific Islands Report », sur pireport.org (consulté le 27 novembre 2019).
9. ↑  « Wallis : un mort sous les tropiques », Les Nouvelles Calédonienne,‎ 12 octobre 2005 (lire en ligne)
10. ↑  « Décès du roi de Wallis à l'âge de 88 ans », sur 20minutes.fr, 7 mai 2007 (consulté le 13 avril 2016).
11. ↑  « Le roi de Wallis est mort »(Archive.org • Wikiwix • Archive.is • Google • Que faire ?), sur archives-lnc.sdv.fr, Les Nouvelles Calédoniennes, 8 mai 2007 (consulté le 13 avril 2016).
12. ↑  Pierre Gins, « KAPELIELE FAUPALA INTRONISÉ ROI DE WALLIS », sur vakala.net, 25 juillet 2008 (consulté le 13 avril 2016).
13. ↑  « Wallis-et-Futuna : un roi s'empare de la filiale de GDF-Suez », sur Rue89 (consulté le 13 avril 2016).
14. ↑  « / Les Nouvelles Calédoniennes », sur Les Nouvelles Calédoniennes (consulté le 1er mai 2023).
15. ↑  « Le roi de Wallis officiellement destitué », Le Monde.fr,‎ 5 septembre 2010 (ISSN 1950-6244, lire en ligne, consulté le 13 avril 2016)
16. ↑  « Wallis : un Roi dans 3 mois? - wallis et futuna 1ère », sur wallis et futuna 1ère, 21 septembre 2015 (consulté le 13 avril 2016).
17. ↑  « Uvea : un Lavelua intronisé samedi prochain - wallis et futuna 1ère », sur wallis et futuna 1ère (consulté le 17 avril 2016).
18. 1 2  « Wallis et Futuna : Confusion à Wallis ; deux rois pour un royaume ! », sur outremers360.com, 18 avril 2016 (consulté le 18 avril 2016).
19. ↑  « Situation coutumière à Wallis : ça se complique pour l'intronisation! - wallis et futuna 1ère », sur wallis et futuna 1ère (consulté le 13 avril 2016).
20. ↑  « Wallis-Uvea : un accord pour introniser le Lavelua samedi - wallis et futuna 1ère », sur wallis et futuna 1ère (consulté le 17 avril 2016).
21. ↑  « Intronisation à Wallis-Uvea : la journée des rebondissements! - wallis et futuna 1ère », sur wallis et futuna 1ère (consulté le 17 avril 2016).
22. ↑  « Wallis Uvea : un deuxième Roi intronisé - wallis et futuna 1ère », sur wallis et futuna 1ère (consulté le 17 avril 2016).
23. ↑  « Un 2e roi à Wallis! - nouvelle calédonie 1ère », sur nouvelle calédonie 1ère (consulté le 17 avril 2016).
24. 1 2  « Les Témoins d'Outre-Mer - Wallis et Futuna : deux rois pour un trône », sur ltom.fr, 2 mai 2016 (consulté le 17 mai 2016).
25. ↑  « Wallis-Uvea : situation coutumière complexe - wallis et futuna 1ère », sur wallis et futuna 1ère (consulté le 17 avril 2016).
26. ↑  « Wallis Uvea : rien de nouveau - wallis et futuna 1ère », sur wallis et futuna 1ère, 18 avril 2016 (consulté le 18 avril 2016).
27. 1 2  « L'entretien - Te felōgoi », sur Wallis et Futuna la 1ère (consulté le 29 janvier 2019).
28. ↑  Délibération no 2016-09 du lundi 18 avril 2016 constatant l'installation de Monsieur Patalione KANIMOA en qualité de HAU (Chef traditionnel) du royaume d'Uvéa, Journal officiel du territoire des îles Wallis et Futuna, no 415, 3 juin 2016, p. 1–2, sur Internet Archive.
29. ↑  « Wallis : nouvelle installation coutumière », sur wallis et futuna 1ère, 29 mai 2016 (consulté le 30 mai 2016).
30. ↑  Julien Sartre, « Crise à Wallis-et-Futuna : merci la France ! », sur Mediapart, 28 septembre 2023 (consulté le 1er octobre 2023).
31. ↑  « Deux festivités coutumières pour la St Joseph : illustration du clivage coutumier à Wallis - wallis et futuna la 1ère », wallis et futuna la 1ère,‎ 29 avril 2018 (lire en ligne, consulté le 2 mai 2018)
32. ↑  « Saint-Joseph fêté religieusement et coutumièrement à Wallis et à Futuna - wallis et futuna la 1ère », wallis et futuna la 1ère,‎ 1er mai 2018 (lire en ligne, consulté le 2 mai 2018)